# Hooverphonic
Hooverphonic är ett belgiskt band bildat i oktober 1995. Även om bandet i början har gjort musik inom genren triphop så har det även varit alternativ rock, electronica, elektropop, rock med mera. Bandet hette tidigare Hoover men bytte senare namn till det nuvarande namnet för att inte förväxlas med andra musikgrupper eller dammsugarföretaget med samma namn.
Hooverphonic representerade Belgien i Eurovision Song Contest 2020 med låten "Release Me". Låten fick dock inte att tävla på plats i Rotterdam då det årets liveshower ställdes in på grund av coronavirusutbrottet 2019–2021. Därmed utsågs aldrig en vinnare i Eurovision 2020. Hooverphonic tävlade istället i Eurovision Song Contest 2021 med låten "The Wrong Place".